# Hochseeflotte

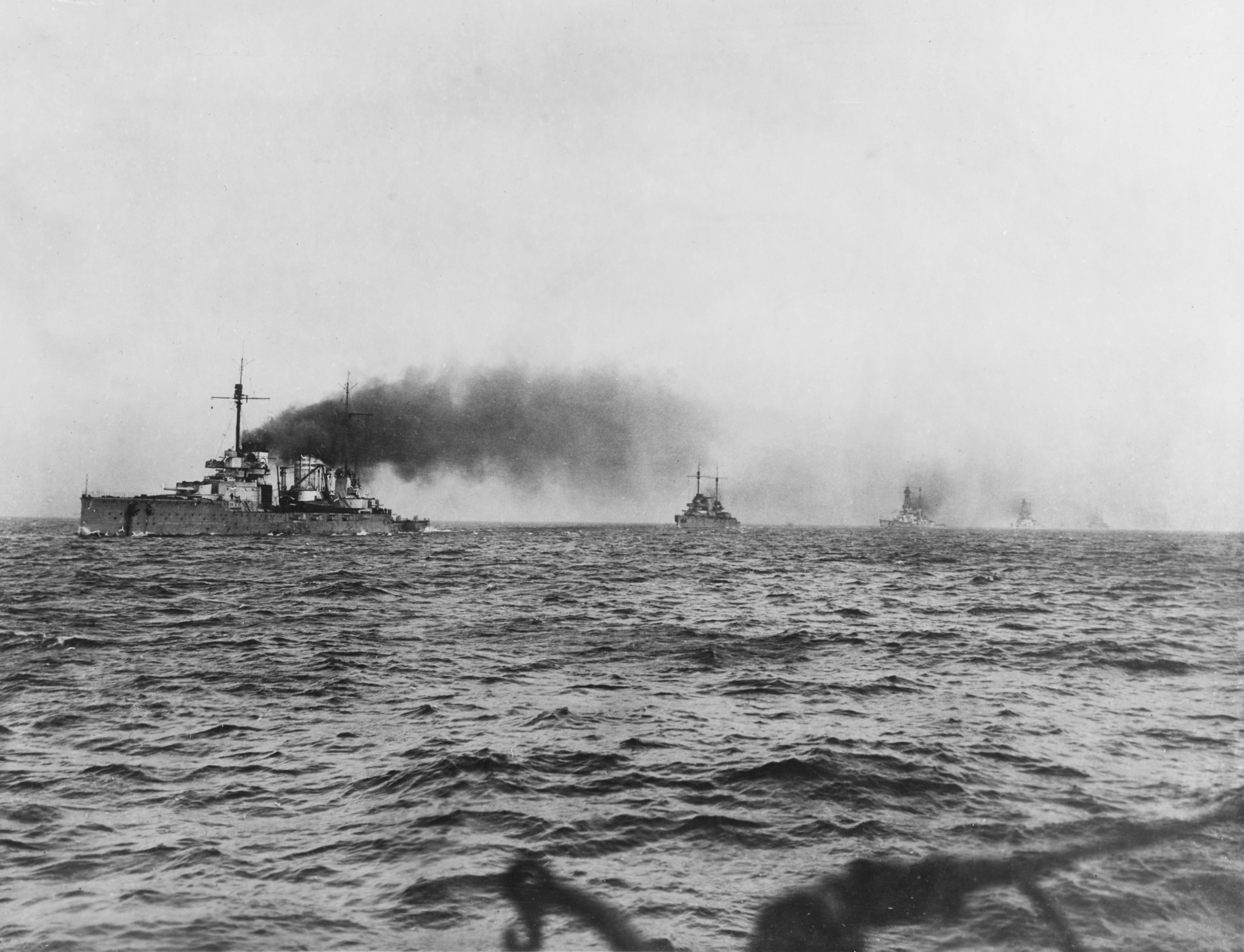
Navires militaires allemand se rendant à Scapa Flow.

La Hochseeflotte (« flotte de haute mer ») était la principale flotte de la Kaiserliche Marine (« marine impériale allemande ») au cours de la Première Guerre mondiale. Elle était basée à Wilhelmshaven dans la baie de Jade. Les différents amiraux qui la commandèrent furent : Friedrich von Ingenohl (1913-1915), Hugo von Pohl (1915-1916), Reinhard Scheer (1916-1918) et Franz von Hipper (1918). Elle posa une telle menace à la Royal Navy dans la maîtrise de la mer autour de la Grande-Bretagne que la Grand Fleet britannique dut rester concentrée dans la mer du Nord pendant la durée de la guerre, alors même que de nombreuses tâches urgentes dans d'autres théâtres de guerre furent annulées faute de navires.

## Histoire
La Hochseeflotte est formée en 1907 à partir de la Heimatflotte. Elle était deux à trois fois plus petite que la Grand Fleet britannique. Cependant au cours de certaines périodes, dans la première année de la guerre, les flottes se retrouvaient dans des proportions équivalentes, en raison de la dispersion de la flotte britannique sur différents théâtres du conflit. Dans la dernière partie de la guerre, le rapport de force pencha en faveur des Britanniques. La marine allemande n'était pas disposée à risquer un affrontement direct des flottes, préférant une stratégie de raids dans la mer du Nord, dans le but d'attirer une partie de la flotte britannique qui pourrait être coupée et détruite. Cependant, les batailles à Heligoland Bight (28 août 1914), Dogger Bank (24 janvier 1915) et du Jutland (31 mai 1916) n'ont pas abouti, ne modifiant pas le rapport stratégique.
Étant donné que le blocus britannique causait de plus en plus de difficultés économiques en Allemagne, la marine impériale allemande a concentré ses ressources sur la guerre sous-marine sans restriction dans le but de remporter la première bataille de l'Atlantique et de détruire l'effort de guerre britannique. En dehors de deux sorties en août 1916 et avril 1918, la Hochseeflotte est restée à quai, se restreignant dans les manutentions portuaires pour le reste de la guerre.
En octobre 1918, devant la défaite de l'armée et les difficultés de la population civile (famine), Scheer décida de lancer une attaque à quitte ou double contre la Grand Fleet. Sachant que la décision d'attaquer subirait un veto, il n'en informa pas le gouvernement du Prince Max von Baden. Mais lorsque les ordres furent donnés à la flotte d'appareiller de Wilhelmshaven le 29 octobre 1918, de nombreux marins refusèrent d'obéir ou désertèrent. Le plan fut abandonné, mais ces événements conduisirent à la mutinerie de Kiel, à la révolution en Allemagne, à la chute du gouvernement impérial, le 9 novembre, et à l'armistice du 11 novembre 1918.
Selon les termes de l'armistice, la Hochseeflotte a été mise en internement sur la base de la Royal Navy à Scapa Flow dans les Orcades. Le transfert des navires a eu lieu en novembre 1918 au cours de l’Opération ZZ. Soixante cuirassés alliés escortèrent onze cuirassés, cinq croiseurs de bataille, huit croiseurs et quarante-huit destroyers de la Hochseeflotte en captivité. Le 21 juin 1919, le vice-amiral Ludwig von Reuter donna l'ordre de saborder les navires pour éviter qu'ils ne tombent dans les mains des Britanniques. Cinquante-trois navires furent alors coulés. Neuf officiers allemands et marins ont été tués quand les Britanniques tentèrent de prévenir les naufrages, et furent les dernières victimes de la Première Guerre mondiale. Le cuirassé SMS Baden, dernier cuirassé mis à flot en Allemagne de l'époque, fut longuement inspecté et analysé, ainsi que le dernier croiseur de bataille allemand, le SMS Hindenburg. 
.
L'historien suédois Alf W Johansson considère que la création d'une telle flotte de haute mer pour la marine allemande est un exemple de bévue stratégique :
« La Hochseeflotte de l'amiral von Tirpitz s'est révélée être une gigantesque erreur stratégique, un produit de la vanité, de la prétention et d'une pensée militaire floue. Elle s'est avérée inutile en tant que moyen de pression politique, au lieu de permettre un rapprochement entre la Grande-Bretagne et l'Allemagne, elle a conduit la Grande-Bretagne à se rapprocher de la France. Quand la guerre a éclaté, elle était inapte comme un instrument militaire. »
Dans cette ligne de pensée, Rosa Luxemburg voit dans la constitution de la marine allemande la principale cause de la Première Guerre mondiale à cause de la menace qu'elle faisait peser sur les lignes de communications britanniques.

## Constitution de la flotte

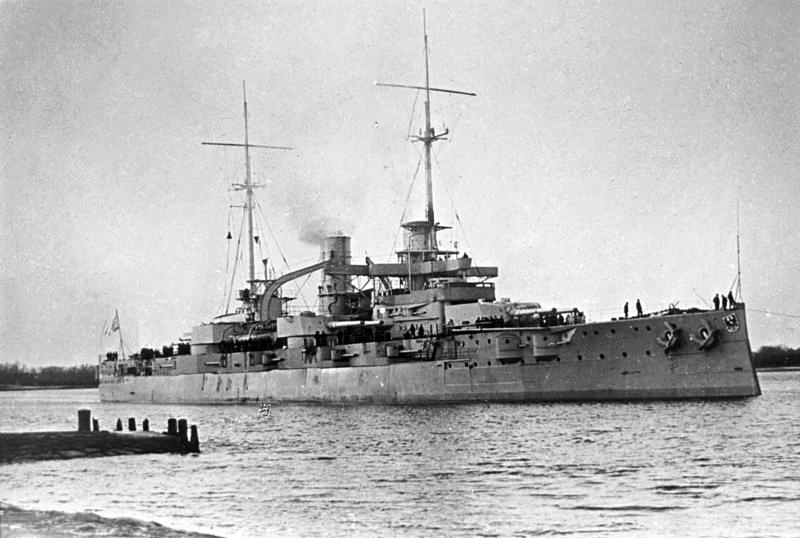
Photographie du cuirassé « SMS Rheinland », en 1910

Les unités de la Hochseeflotte étaient en août 1914 au nombre de:
- Grand navire de ligne (Großlinienschiff): 14
- Navire de ligne (Linienschiff): 22
- Garde-côte cuirassé (Küstenpanzerschiff): 8
- Croiseur de bataille (Schlachtkreuzer): 4
- Croiseur cuirassé (Panzerkreuzer): 7
- Croiseur auxiliaire (Klein Kreuzer): 12
- Torpilleur (Torpedoboot): 89
- Sous-marin (U-Boot): 19

Les navires de bataille, les navires de ligne, et les gardes-côtes cuirassés sont constitués en six escadres (Geschwader), les croiseurs en cinq groupes d'éclairage, ou de reconnaissance (Afklärungsgruppen):
- Navire amiral: SMS Friedrich der Große
- Première escadre:
  - SMS Ostfriesland (Flaggschiff)
  - SMS Helgoland
  - SMS Thüringen
  - SMS Oldenburg
  - SMS Nassau
  - SMS Westfalen
  - SMS Rheinland
  - SMS Posen
- Deuxième escadre:
  - SMS Preußen (Flaggschiff)
  - SMS Deutschland
  - SMS Hannover
  - SMS Pommern
  - SMS Schleswig-Holstein
  - SMS Schlesien
  - SMS Hessen
- Troisième escadre:
  - SMS Prinzregent Luitpold (Flaggschiff)
  - SMS Kaiser
  - SMS Kaiserin
  - SMS König Albert
  - SMS König
  - SMS Großer Kurfürst
  - SMS Markgraf
- Quatrième escadre:
  - SMS Wittelsbach (Flaggschiff)
  - SMS Wettin
  - SMS Zähringen
  - SMS Schwaben
  - SMS Mecklenburg
  - SMS Braunschweig
  - SMS Elsaß
- Cinquième escadre:
  - SMS Kaiser Wilhelm II (Flaggschiff)
  - SMS Kaiser Wilhelm der Große
  - SMS Kaiser Friedrich III
  - SMS Kaiser Karl der Große
  - SMS Wörth
  - SMS Brandenburg
- Sixième escadre:
  - SMS Hildebrand (Flaggschiff)
  - SMS Heimdal
  - SMS Hagen
  - SMS Frithjof
  - SMS Odin
  - SMS Beowulf
  - SMS Siegfried
- Premier Aufklärungsgruppe:
  - SMS Seydlitz (Flaggschiff)
  - SMS Moltke
  - SMS Von der Tann
  - SMS Blücher
  - SMS Derfflinger
- Deuxième Aufklärungsgruppe:
  - SMS Cöln
  - SMS Mainz
  - SMS Stralsund
  - SMS Kolberg
  - SMS Rostock
  - SMS Straßburg
  - SMS Graudenz
- Troisième Aufklärungsgruppe:
  - SMS Roon (Flaggschiff)
  - SMS Yorck
  - SMS Prinz Adalbert
  - SMS Prinz Heinrich
- Quatrième Aufklärungsgruppe:
  - SMS München (Flaggschiff)
  - SMS Danzig
  - SMS Stuttgart
  - Hela
  - SMS Frauenlob
- Cinquième Aufklärungsgruppe:
  - SMS Hansa (Flagschiff)
  - SMS Vineta
  - SMS Victoria Louise
  - SMS Hertha

Par la suite, les torpilleurs sont constitués en huit flottilles, et les sous-marins en deux flottilles.
- Trois navires sont construits pendant la guerre:
  - SMS Baden, navire de ligne
  - SMS Bayern, navire de ligne
  - SMS Hindenburg, croiseur de bataille

## Notes et références

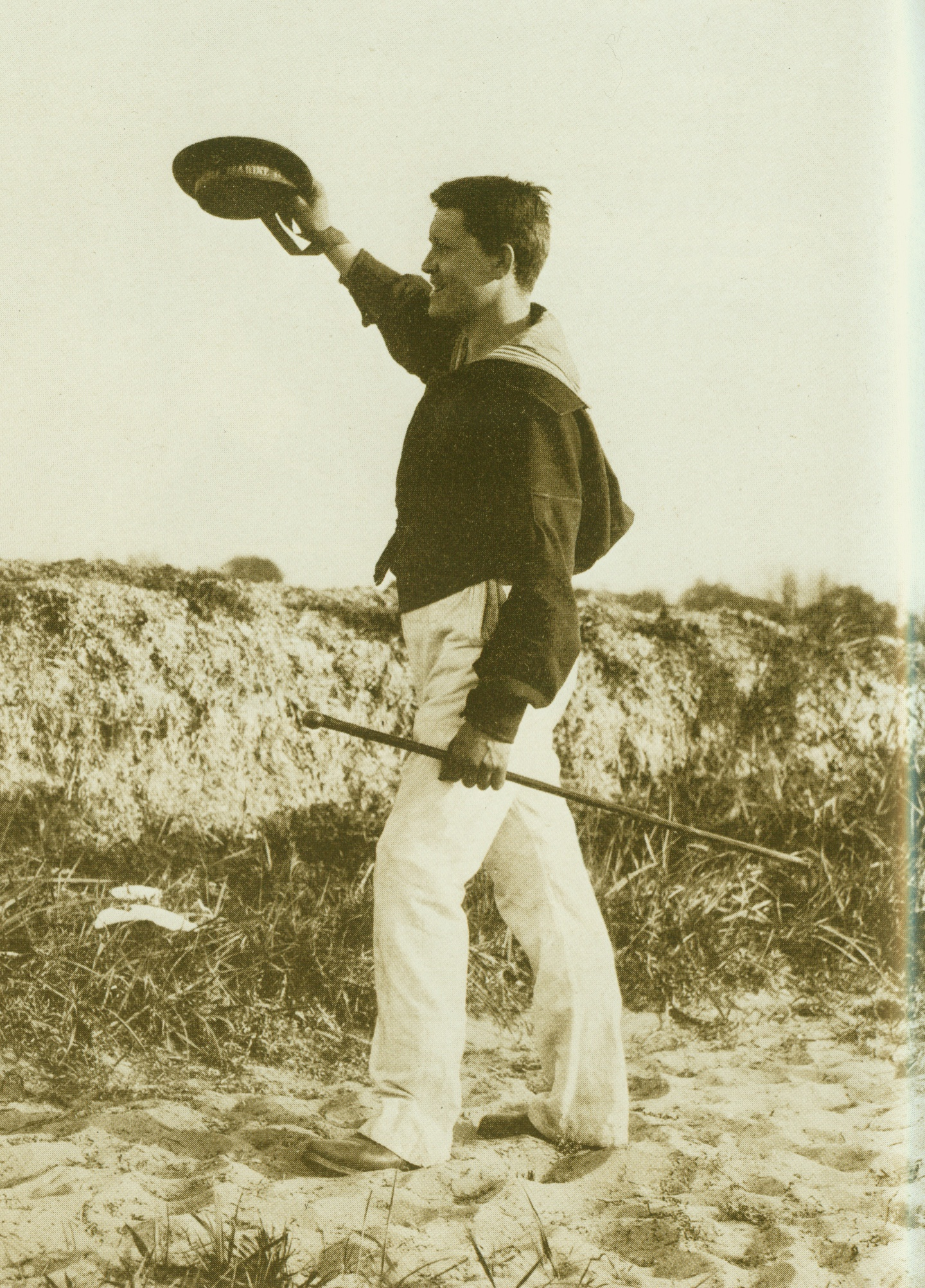
Matelot de la Hochseeflotte vers 1895